# Митрофанкаси
Митрофанка́си (рос. Митрофанкасы, чув. Моççакасси) — присілок у складі Чебоксарського району Чувашії, Росія. Входить до складу Великокатраського сільського поселення.
Населення — 219 осіб (2010; 194 у 2002).
Національний склад:
- чуваші — 96 %